# Лільополь
Лільополь (пол. Liliopol) — село в Польщі, у гміні Домбровиці Кутновського повіту Лодзинського воєводства.
Населення — 63 особи (2011).
У 1975-1998 роках село належало до Плоцького воєводства.

## Демографія
Демографічна структура станом на 31 березня 2011 року:
|          | Загалом | Допрацездатний вік | Працездатний вік | Постпрацездатний вік |
| -------- | ------- | ------------------ | ---------------- | -------------------- |
| Чоловіки | 29      | 5                  | 16               | 8                    |
| Жінки    | 34      | 7                  | 16               | 11                   |
| Разом    | 63      | 12                 | 32               | 19                   |